# Lamoral

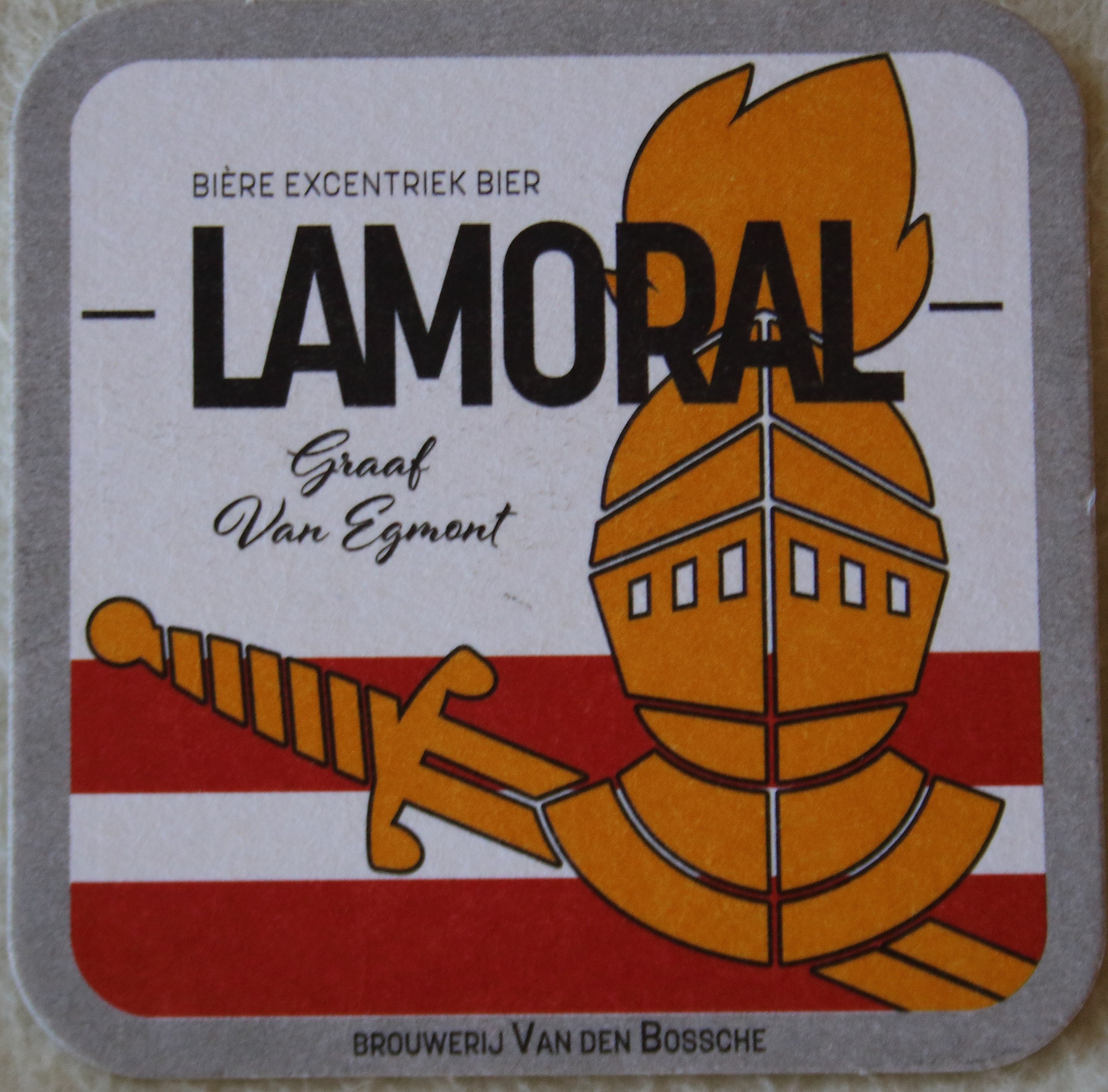
Bier Lamoral Graaf van Egmont

Lamoral (aanvankelijk ook Lamoral degmont) is een Belgisch bier van hoge gisting.
Het bier wordt sinds 1987 gebrouwen door Brouwerij Van Den Bossche te Sint-Lievens-Esse. Het is een amberkleurig bier, type tripel, met een geur van fruit en kruiden en een alcoholpercentage van 8%. 'Lamoral' werd vernoemd naar Lamoraal van Egmont.